# Blitz
Blitz (německy Blesk, zkráceno z německého Blitzkrieg, blesková válka) bylo označení pro trvalé bombardování britských měst německou Luftwaffe v době druhé světové války.
Mezi 7. zářím 1940 a 21. květnem 1941 bylo na 16 britských měst shozeno přes 100 tun tříštivo–trhavých pum. Během 267 dní (téměř 37 týdnů) byl Londýn bombardován 71×, Birmingham, Liverpool a Plymouth 8×, Bristol 6×, Glasgow 5×, Southampton 4×, Portsmouth a Kingston upon Hull 3×. Kromě toho se uskutečnil alespoň jeden velký nálet na dalších osm měst.

## Historie
Blitz začal 24. srpna 1940, když se skupina německých nočních bombardérů mířících na letiště RAF odchýlila od kurzu a náhodou zničila několik londýnských domů, přičemž došlo i k obětem na lidských životech. Jako odvetnou akci nařídil britský ministerský předseda Winston Churchill bombardovat následující noci Berlín.
Situace se rychle vyostřila. Počínaje 7. zářím bombardovala Luftwaffe Londýn po dobu 75 po sobě jdoucích nocí.
Do konce května 1941 bylo zničeno nebo poškozeno přes milion domů a zabito přes 40 000 civilistů. Téměř polovina z tohoto počtu se vztahuje na Londýn.
Luftwaffe útočila také na přístavy a průmyslová centra mimo Londýn. Těžké nálety, jež postihly hlavní přístav na Atlantiku Liverpool, si během války vyžádaly v oblasti Merseyside na 4000 životů. Severomořský přístav Kingston upon Hull, který se stal snadným náhradním cílem v případě, že piloti bombardovacích letadel nedokázali najít svůj prvotní cíl, prodělal během války celkem 86 náletů, přičemž bylo zabito asi 1200 civilistů a zničeno či poškozeno 95 % obytných domů. Ostatní přístavy včetně Bristolu, Cardiffu, Portsmouthu, Plymouthu, Southamptonu a Swansea se staly cílem náletů stejně jako průmyslová centra Birmingham, Belfast, Coventry, Glasgow, Manchester a Sheffield. Obzvlášť těžké nálety směřovaly na Birmingham a Coventry, protože v Birminghamu byla továrna na tanky a Spitfiry a v Coventry několik muničních továren. Centrum Coventry bylo téměř kompletně srovnáno se zemí.
Bombardování však nesplnilo svůj cíl demoralizovat Brity natolik, aby se vzdali, anebo vážně poškodit britské hospodářství. Během osmiměsíčního bombardování se Němcům nepodařilo vážně narušit výrobu ve Spojeném království, jehož válečný průmysl výrobu naopak zvyšoval. Blitz neusnadnil uskutečnění plánované Operace Seelöwe, což byl plán nacistického Německa na invazi do Velké Británie. Do konce května 1941 nebezpečí německé invaze pominulo a Hitler zaměřil svoji pozornost na východ, na Operaci Barbarossa. Při srovnání se spojeneckými nálety na Německo byl počet obětí následkem Blitzu poměrně malý. Jen samotné bombardování Hamburku v červenci 1943 si vyžádalo 42 000 civilních obětí, což je zhruba tolik, kolik jich zemřelo během celého Blitzu.
Neúspěch německé vzdušné ofenzivy měl zřejmě několik důvodů. Velení Luftwaffe (OKL) se nepodařilo vypracovat účinnou dlouhodobou strategii pro ničení britského zbrojního průmyslu. Letecké útoky se zaměřovaly střídavě na různá odvětví průmyslu, aniž se na jakékoli z nich patřičně soustředily a vyvinuly na ně potřebný tlak. Luftwaffe také nebyla vybavena na dlouhodobé strategické letecké tažení. Mimo jiné jí chyběly těžké čtyřmotorové bombardéry. Také německé znalosti o britském průmyslu a jeho schopnostech byly nedostatečné. Díky všem těmto faktorům nedokázala Luftwaffe vmanévrovat Británii tam, kde si ji německé velení přálo mít.